# Соник
Јеж Соник (енгл. Sonic the Hedgehog) јесте измишљени лик из Сегине франшизе Sonic the Hedgehog. Соник је брзи, плави, антропоморфни јеж. Направљен је у циљу такмичења с Нинтендовим ликом Маријом у погледу популарности. Након прве игре на сега мега драјву, Соник је одмах постао популаран, те се појавио са Супер Мариом у многим игрицама.

## Историја и стварање
Почетком 1990-их, Сега је тражила новог водећег лика који ће постати популаран у видео-играма. Како је популарност Нинтендове серије Супер Марио расла од раних 80-их, Сега је желела да створи нову маскоту која би им спасила компанију. Предложено је више различитих дизајна. Неки од њих били су свијетлоплави зец који би сакупљао предмете и непријатеље својим растегљивим ушима (концепт додан у игрицу Рајстар), човек сличан Теодору Рузвелту у пиџами (који ће касније постати главни негативац серијала, доктор Роботник), пас, армадило (који ће касније постати Мајти) и плави јеж. Након што је Јуџи Нака, шеф Sonic Team-a, примио све те дизајне, спровео је неформалну анкету како би одлучио који је дизајн најатрактивнији током његовог путовања у Њујорк. Победник у анкети био је плави јеж, који је дизајнирао Наото Ошима. Ошима је био уметник који је касније дизајнирао већину ликова у франшизи. Након довршетка Сониковог дизајна, тим је потом радио на Сониковој карактеризацији. Његова личност заснивала се на „уради то” личности Била Клинтона, а изглед и потезе надахнули су Мајкл Џексон и Деда Мраз. Иако је Деда Мраз био инспирација за Соникове иконичне црвене ципеле, Соник је постао вођа бенда с још неколико укинутих ликова. Једна од њих била је жена по имену Мадона, која је требало да буде његова девојка, а један од његових колега из бенда био би Вектор (лик који ће се касније појавити у франшизи). Мадлин шродер, шефица америчког тима Сеге, одлучила је да смири лика међународној публици. Док се Јуџи Нака узнемиривао, касније је признао да је Мадлин донела добру одлуку. Соник је познат и по својој неспособности да плива, јер Нака није знао да јеж може да плива.
Његов прелазак на 3Д био је груб, а дизајнирао га је Јуџи Уекава. Соник је постао тањи, виши, добио је дуже бодље и зелене очи. Многи обожаватељи били су незадовољни овим, међутим, од 1998. године ово је постао главни дизајн Соника и мало би се мењао у свакој игри. Класични Соник се појавио у неколико игара у 3Д-у. Соник је такође добио привремени редизајн за мини-серију Sonic Boom.

## Гласови
У последњих 29 година Соник је имао пуно гласовних глумаца, с више људи на више језика. Ово је једноставна листа.
| Списак Соникових гласовних глумаца - Мег Инглима (Sonic's Schoolhouse, енглески) - Рајан Драмонд (1999–2004, енглески) - Џејсон Грифит (2005–2010, енглески) - Роџер Крејг Смит (2010–данас, енглески) - Џалил Вајт (Прве animirane серије, енглески) - Таж Моури (SatAM (млађи), енглески) - Мартин Бурк (ОВА, енглески) - Бен Шворц, Бенџамин Л. Валик (Соников филм, енглески) - Такеши Кусао (SegaSonic the Hedgehog, јапански) - Масато Нишимура (Sonic CD, јапански) - Џун'ичи Канемару (1998-данас, јапански) - Масами Кикучи (OVA, јапански) - Таиши Накагава, Масахиде Терашима (Филм, јапански) - Беата Ковалска (AoStH, пољски) - Марцин Пжибилски (Underground, пољски) - Иренеуш Залог (Sonic X, пољски) - Павел Чолкош (Разбијач Ралф филмови, пољски) - Маћеј Космала (Sonic Boom, пољски) - Матеуш Квијећењ (ОК К.О!, пољски) - Обердан Јуниор (AoStH, бразилски португалски) - Тата Гуарниери (AoStH, Underground, бразилски португалски (иѕгубљене верзије)) - Маноло Реј (2004-данас, многе серије, бразилски португалски) - Фабио Лусиндо (Разбијач Ралф, бразилски португалски) - Мануел Аруса (SatAM, португалски) - Петер Мишел (Sonic X, португалски) - Оливиер Корол (Анимиране серије, француски) - Патрис Дозјер (Underground (певање), француски) - Александр Гије (2011.-данас, француски) - Тобијас Милер (Underground, немачки) - Симон Јегер (Анимиране серије, немачки) - Марк Штахел (2011.-данас, немачки) - Пјетро Убалди (SatAM, Underground, италијански) - Ренато Новара (2011.-данас, италијански) - Даниел Рафаели (Sonic Boom, италијански) - Хорхе Рој Јр., Серхио Хутјерез Кото (SatAM, латински шпански) - Ернан Браво, Пабло Аусенси (Sonic X, латински шпански) - Хорхе Брингас (Sonic Boom, латински шпански) - Рафаел Алонсо Наранхо Јр. (Sonic X, шпански) - Хонатан Лопез (2011.-2016., Underground, шпански) - Анхел де Грасија (2017.-данас, шпански) - Марко Маковичић (Разбијач Ралф, хрватски) - Дражен Братулић (Ралф растура интернет, хрватски) - Горан Јевтић (Соников Божићни јуриш, српски) - Марко Марковић (Разбијач Ралф, српски) - Милан Пајић (Ралф растура интернет, српски) - Матеја Вукашиновић (Соников филм, српски) - Владан Милић (Соник Бум, српски) - Идо Мосери (Sonic X, хебрејски) - Дан Кизлер (Разбијач Ралф филмови, хебрејски) - Еран Мор (Sonic Boom, хебрејски) - Ханс Јонсон (Анимиране серије, шведски) - Ерик Донел (Sonic X, шведски) - Фадца Сулејман (SatAM, X, арапски) - Хасан Хамдан (Sonic Boom, арапски) - Фенг Јувеј (SatAM, кинески) - Ђи Линг Танг (Sonic X, кинески) - Андерс Бај (Sonic X, норвешки) - Дмитро Завацки, Павло Скорокотко (Sonic X, украјински) - Роман Чупис (Sonic Boom, украјински) - Форт Брилант Ли (Sonic X, филипински) - Ифи Лубис (Sonic X, индонезијски) - Костас Филипоглу (Sonic X, грчки) - Микаил Тиконов, Васиљ Зотов (Sonic X, руски) - Антон Савенков (Sonic Boom, руски) - Сандер ван дер Поел (Sonic X холандски) - Јеспер Клејнен (Sonic Boom, холандски) - Ум Санг-Хјун (Sonic X, Боом, корејски) - Вајде Линаг (Sonic X, кантонски) - Анти Уд Харит Фумидит (Sonic X, тајски) - Ју Габор (Sonic Boom, мађарски) - Јуонатан Кетунен (Sonic Boom, фински) |

## Личност
Соник је описан „као ветар”, безбрижан и слободан, али увек спреман, независан, само следи своја правила и не треба му нечије одобрење. Често напада и креће пре него што размисли, због чега често завршава у невољи, не желећи да повреди своје другаре, мада их често случајно повреди.
Соник је прилично дрзак, али мисли на своје пријатеље и никада их не издаје. Мисли о онима које воли и жуди за слободом. Његова жеља за авантурама не престаје и никада се не предаје, чак и кад га сви одгурну, спреман је да се врати и покаже какав је.
Има пуно самопоуздања и снаге, можда превише. Пуно се хвали и понизно се хвалише. Воли да другима покаже своју брзину. Зна бити саркастичан и пасивно агресиван, али због свог нестрпљења се лако наљути. Воли исмевати противнике и правити се важан.
Соник никада не размишља о прошлости, али ишчекује будућност и живи у садашњости, чекајући своју следећу авантуру. Само губи самопоуздање и узбуђење кад је поражен. И када је поражен, не размишља о губитку и даће све од себе да се врати и покаже ко је.
Ретко сматра своје непријатеље истинским непријатељима и импресиониран је њиховим вештинама и моћима, мотивишући га, узбуђујући и забављајући. Такође је драг онима који траже опрост након што су повређени и нежно им опрашта у многим случајевима. Један од најистакнутијих позитивних делова је када је опростио Силверу након што се Силвер извинио, јер је два пута покушао убити Соника.
Соник воли музику, посебно рок. Воли брејкденс, што се види и у Sonic Rush-у, његова љубав према брејкденсу може се видети и у његовим триковима. Плеше брејкденс када победи у борби или заврши ниво. Његови напади у Sonic Battle-у су такође углавном брејкденс напади.
Соник штити природу и обожава њену лепоту. У Sonic Colors-у, заштитио је Виспове од Егменовог плана да користи енергију Виспова. У многим другим игрицама Соник показује да воли места пуна цвећа, дрвећа и друге флоре и фауне. Иронично је да иако не зна да плива, воли океан и плажу.
Такође га иритира када му други погрешно кажу име или га не препознају као јежа.

### Изглед
Изглед Соника је одувек био занимљив. Започео је као зец, а тек касније постао јеж. Соник је у играма из деведесетих изгледао као низак, светлоплави јеж с петнаест година. Тек је у каснијим деведесетима добио данашњи дизајн за трећу димензију. Постао је виши, тамнији, добио дуже бодље и зелене очи, за разлику од раније црних. У серијалу Sonic Boom знатно је променио изглед, али је такав остао само у том серијалу. Постао је виши и делови тела су му постали покривени марамама. У Сониковом филму постао је длакавији и започео је с белим рђавим ципелама, али је касније добио црвено-беле. Остале итерације Соника у другим медијима би користиле наведене дизајне као базу. Ствари које су увек биле препознатљиве на Сонику су његове црвено-беле ципеле са златном копчом и белим манжетама, његов кожни трбух који мења дебљину и плаве бодље и реп на разним местима тела.

## Улога у видео-играма
Соник се појавио у свакој игри франшизе, као камео или у главној улози. Прво приказивање му је било у игри Rad Mobile, али је то био камео где није имао ни име. Прва игра коју је добио била је истоимена видео-игра 1991. У овој игри спасио је свој дом, Саут Ајланд, од злог научника и антагониста, Доктора Иве „Егмена” Роботника. У другој игри серијала је упознао најбољег друга, Мајлса „Тејлса” Прауера. У игри Sonic CD упознао је Ејми Роуз и Егменову нову справу, роботску копију Соника „Металног Соника”. У Sonic 3 & Knuckles упознао је Наклса. У игри Sonic Adventure, Ејми, Наклс и Тејлс појавили су се заједно и удружили с два нова лика, Бига и Гаму. У наставку игре ликови су упознали шпијунку Руж и експеримент Егменовог деда Ђералда, Шадоуа. У серијалу Sonic Advance упознао је зечицу Крим и ишао с њом, Тејлсом, Наклсом и Ејми на авантуре. У играма Secret Rings и Black Knight, Соник је путовао у средњи век и књигу Хиљаду и једна ноћ. У играма као што су Generations и Forces (други дио игре Mania), Соник и Тејлс су упознали млађе верзије себе из друге димензије. У серијалу Sonic Boom, Соник, Наклс, Тејлс и Ејми упознали су женског јазавца, Стикс. У серијалу Mario & Sonic, Супер Марио и Соник су се придружили олимпијади.

### Вештине
Соник је познат по својој брзини и скакању. Многим покретима се може убрзати, као Спин деш, којим се претвори у лопту, Буст, којим се изненадно пробије кроз звучни зид. Буст се може извести и у зраку. Кад Соник скочи, обично се претвори у лопту, оли може извести Хоминг атак, где циља непријатеља и забије се у њега. Соникова брзина је одувек била његова главна карактеристика.

## Други медији
Соник је имао пуно појављивања у разним медијима, укључујући манге Shogakukana (где је алтер-его младог дечка Никија), гејмбукове и приче разним компанија, као Troll Associates, Virgin Books и Ladybird. Нека значајнија појављивања у штампаним медијима су: стрипови Archie Comicsa, где се појавио у скоро па свакој публикацији као члан ратника слободу с девојком Сели, серији стрипова Sonic the Comic Fleetway Editions и стриповима издавача IDW Publishing. ТВ серије у којим се Соник појавио су aosth, истоимена серија, Sonic Underground, Sonic X и Sonic Boom, и појавио се у два филма. ОВА-у и истоименом филму. Тренутно је у изради оригинална серија за Нетфликс имена Sonic Prime.

## Популарност и признања
Соник је један од најпознатијих ликова у историји видео-игара. Године 2005, додан је кући славних видео-игара, Walk of Game, уз Супер Марија и Линка. Соник је био једини лик из видео-игре који се појавио на Паради Ружа, и, уз Пикачуа, био је једини лик из видео-игре на Macy's Thanksgiving Day Parade-у.
Према Сонику је именован геном „соник хеџхог”.
Према разним анкетама, Соник није само најпознатији лик своје франшизе, него је и познатији од Микија Мауса. Уз то је у Уједињеном краљевству проглашен познатијим од Супер Марија као најпознатији лик из видео-игре.
Соник је такође познат на страницама као шта су DevianArt, нацртан у разним илустрацијама обожаватеља франшизе.